# Europejski kodeks łączności elektronicznej
Europejski kodeks łączności elektronicznej, w skrócie EKŁE (ang. European Electronic Communications Code, EECC) – dyrektywa Parlamentu Europejskiego i Rady (UE) 2018/1972 z dnia 11 grudnia 2018 r. ustanawiająca Europejski kodeks łączności elektronicznej. 
Zastąpiła dyrektywy 2002/19/WE, 2002/20/WE, 2002/21/WE i 2002/22/WE.

## Opis
Projekt dyrektywy został wniesiony przez Komisję Europejską 14 września 2016. Od tego momentu przez ponad dwa lata toczyły się prace unijnych organów w ramach zwykłej procedury ustawodawczej nad finalną treścią wspólnych przepisów dla unijnych ustawodawstw, ostatecznie zakończone podpisaniem aktu przez przewodniczących Parlamentu Europejskiego i Rady UE dnia 11 grudnia 2018 r. Dyrektywa została opublikowana w Dzienniku Urzędowym Unii Europejskiej 17 grudnia 2018 r. Data wejścia w życie Europejskiego kodeksu łączności elektronicznej wyznaczona została na 20 grudnia 2018 r., natomiast okres na transpozycję przepisów dyrektywy do prawa krajowego każdego z państw członkowskich UE ustalony został najpóźniej na 21 grudnia 2020 r. (art. 124 EKŁE).
Wejście w życie Europejskiego kodeksu łączności elektronicznej spowodowało utratę mocy prawnej czterech obowiązujących dotychczas dyrektyw regulujących sektor łączności elektronicznej, tj. dyrektywy 2002/19/WE w sprawie dostępu do sieci łączności elektronicznej i urządzeń towarzyszących oraz wzajemnych połączeń (dyrektywa o dostępie), dyrektywy 2002/20/WE w sprawie zezwoleń na udostępnienie sieci i usług łączności elektronicznej (dyrektywa o zezwoleniach), dyrektywy 2002/21/WE w sprawie wspólnych ram regulacyjnych sieci i usług łączności elektronicznej (dyrektywa ramowa) oraz dyrektywy 2002/22/WE w sprawie usługi powszechnej i związanych z sieciami i usługami łączności elektronicznej praw użytkowników (dyrektywa o usłudze powszechnej).
Tym samym w wyniku objęcia zakresem tej dyrektywy tak wielu zagadnień EKŁE stanowi akt kompleksowo regulujący rynek telekomunikacyjny. Do najważniejszych obszarów regulowanych przez EKŁE zaliczyć należy:
1. status i kompetencje krajowych organów regulacyjnych oraz zasady ich współpracy z innymi właściwymi organami, w tym Organem Europejskich Regulatorów Łączności Elektronicznej (BEREC) – art. 5–11 EKŁE;
2. kwestię ogólnych zezwoleń na sieci i usługi łączności elektronicznej, tj. m.in. zasady prowadzenia działalności telekomunikacyjnej czy prawa i obowiązki przedsiębiorców telekomunikacyjnych – art. 12–19 EKŁE;
3. pozasądowe rozwiązywanie sporów pomiędzy przedsiębiorcami a abonentami – art. 25 EKŁE;
4. rozstrzyganie sporów między przedsiębiorstwami, w tym sporów transgranicznych – art. 26–27 EKŁE;
5. spójne i zharmonizowane przydzielanie widma radiowego oraz zasady jego zarządzania oraz użytkowania – art. 35–37 EKŁE;
6. bezpieczeństwo sieci i usług – art. 40–41 EKŁE;
7. dostęp do urządzeń sieci bezprzewodowej (lokalne sieci radiowe) – art. 56–57 EKŁE;
8. zagadnienia związane z dostępem telekomunikacyjnym i umowami międzyoperatorskimi – art. 61 EKŁE;
9. kwestie dotyczące zasad i sposobu zapewnienia efektywnej konkurencji na rynku, procedury analizy rynku, zasad ustalenia przedsiębiorcy o znaczącej pozycji rynkowej – art. 62–83 EKŁE;
10. nowo określone obowiązki świadczenia usługi powszechnej – art. 82–92 EKŁE;
11. zasoby numeracyjne, w tym m.in. obowiązek zapewnienia dostępu do wszystkich numerów w Unii Europejskiej oraz usług wykorzystujących numery niegeograficzne – art. 93–97 EKŁE;
12. ochrona praw abonentów, w tym m.in. wymogi w zakresie jasności i przejrzystości umów, dostęp do porównywarki cen, taryf oraz jakości usługi dostępu do Internetu oraz usług łączności interpersonalnej niewykorzystujących numerów, zapewnienie możliwości przenoszenia usług dostępu do Internetu przez użytkowników końcowych w sposób podobny do przenoszenia numeru telefonu – art. 98–108 EKŁE;
13. numery alarmowe oraz publiczny system ostrzegania w odniesieniu do stanów wyjątkowych i katastrof – art. 109–110 EKŁE;
14. prawa osób niepełnosprawnych w zakresie dostępu i korzystania z usług łączności elektronicznej – art. 111 EKŁE;
15. usługi biura numerów i spisu abonentów – art. 112 EKŁE;
16. kwestia transmisji obowiązkowej związane z nadawaniem określonych kanałów radiowych i telewizyjnych, tzw. must-carry – art. 114 EKŁE.
Ponadto EKŁE jako pierwsza unijna dyrektywa rozszerza wprost regulację telekomunikacyjną na usługi over-the-top (skrót: OTT).
W tym celu zakresem definicji „usługi łączności elektronicznej” objęto usługi łączności interpersonalnej, tj. usługi umożliwiające bezpośrednią wymianę informacji pomiędzy skończoną liczbą osób, np. Skype lub Facebook, przy czym dyrektywa rozróżnia usługi łączności interpersonalnej wykorzystujące numery (np. połączenia Skype na telefon) i niewykorzystujące numerów (np. połączenia za pośrednictwem Facebooka). Obowiązki tych pierwszych zrównają się z obowiązkami „tradycyjnych” operatorów telekomunikacyjnych, co na gruncie poprzednich dyrektyw było sporne. W przypadku dostawców usług niewykorzystujących numerów zastosowanie znajdzie jedynie część przepisów, w tym związanych z bezpieczeństwem sieci lub przekazywaniem informacji krajowemu organowi regulacyjnemu. Przepisami wdrażającymi w Polsce Europejski kodeks łączności elektronicznej jest uchwalona przez Sejm RP X kadencji ustawa z dnia 12 lipca 2024 r. Prawo komunikacji elektronicznej i związana z nią ustawa – Przepisy wprowadzające ustawę, które weszły w życie 10 listopada 2024 roku i zastąpiły obowiązujące wcześniej Prawo telekomunikacyjne.